# Rover 100
De Rover 100 is automodel in de miniklasse waarmee de Britse autofabrikant MG Rover Group in het voorjaar van 1990 op de markt kwam. De Rover 100 verving de Metro en werd vervaardigd tot het einde van 1998.

## Geschiedenis
De Metro, die in 1987 al de merknaam Austin had verloren, werd in het begin van de jaren 90 gerestyled en kreeg de naam Rover 100. Ook de techniek werd gedeeltelijk overgenomen van de Metro. Er was een nieuwe 1,1 liter motor met 44 kW (60 pk) en 8 kleppen, een 1,4 liter motor met 8 kleppen en 55 kW (75 pk) en een 1,4 liter motor met 16 kleppen, 66 kW (90 pk) en later 76 kW (103 pk). Deze benzinemotoren kwamen uit de nieuw ontwikkelde Rover K-serie die in 1990 werd geïntroduceerd. De benzinemotoren waren verkrijgbaar met elektronische brandstofinjectie (singlepoint/multipoint) en geregelde driewegkatalysatoren. De vijfversnellingsbak en de dieselmotoren met aanvankelijk 1,4 en later 1,5 liter cilinderinhoud kwamen van PSA en werden ook gebruikt in de Citroën AX.
De wielen waren geveerd via een met stikstof gevulde veerbol op elk wiel, de veerelementen achter waren via een hydraulische leiding met elkaar verbonden. Dit Hydragas-systeem was onderhoudsvrij en kon door elke Rover-werkplaats naar behoefte worden verhoogd of verlaagd door hydraulische vloeistof af te tappen of toe te voegen. Het was de opvolger van BMC's Hydrolastic die in 1962 werd geïntroduceerd op de Morris 1100 (BMC ADO16). Het systeem was zo eenvoudig en betrouwbaar dat het in de MG F uit 1995 nog steeds werd gebruikt. De krachtiger gemotoriseerde versies hadden ook nog stabilisatoren aan de voor- en achterzijde en gasdrukschokdempers aan de voorzijde.
De Rover 100-serie bestond aanvankelijk uit een drie- en vijfdeurs hatchback, in het voorjaar van 1994 werd een tweedeurs cabriolet (Convertible) toegevoegd.

### Facelift
In het voorjaar van 1994 onderging het exterieur opnieuw enkele wijzigingen om de ouderdom van de basisconstructie te verbergen. Er waren nieuwe bumpers met verzonken koelluchtinlaat aan de voorzijde, nieuwe koplampen met heldere knipperlichten, kunststof wielkast- en dorpelverbreders voor de sportieve GTa en latere GTI-modellen, een nieuwe achterbumper, nieuwe achterlichten, een nieuwe achterklep en nieuwe sierlijsten. Verder een nieuw kleurenpalet en chroomtoevoegingen voor de duurdere modellen die ook werden geleverd met hout op het grondig herziene dashboard, evenals hout op de deurpanelen en met leer beklede stoelen.
Het interieur werd ook herzien. Voorin kreeg de auto de grotere en comfortabelere stoelen van de Rover 200, nieuwe deurpanelen en een nieuwe, met stof beklede hemel om kwaliteit en luxe uit te stralen en de auto aan te passen aan de rest van het Rover-gamma. De zitpositie was verbeterd doordat de spoorbreedte enigszins was vergroot en de afstand tussen de pedalen daardoor iets groter werd. Dit betekende ook dat de positie van het stuurwiel steiler werd waardoor de vlakke, bijna horizontale de stuurstand van de Metro (en Mini) tot het verleden behoorde. Maar omdat het basisconcept niet wezenlijk veranderde, werd de auto inmiddels als te klein beschouwd in vergelijking met de meeste van zijn modernere concurrenten.

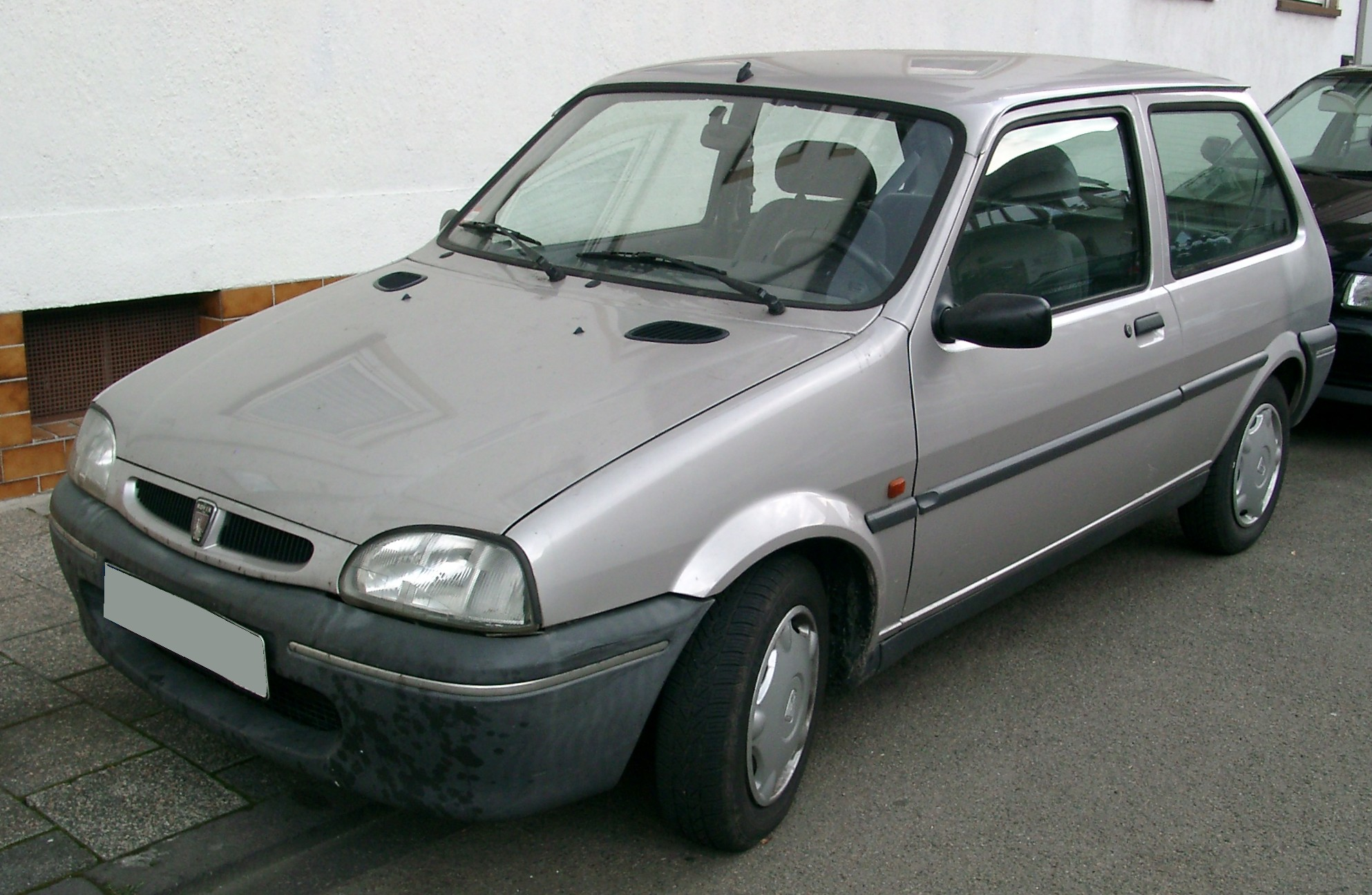
Rover 111 driedeurs (1994-1998)
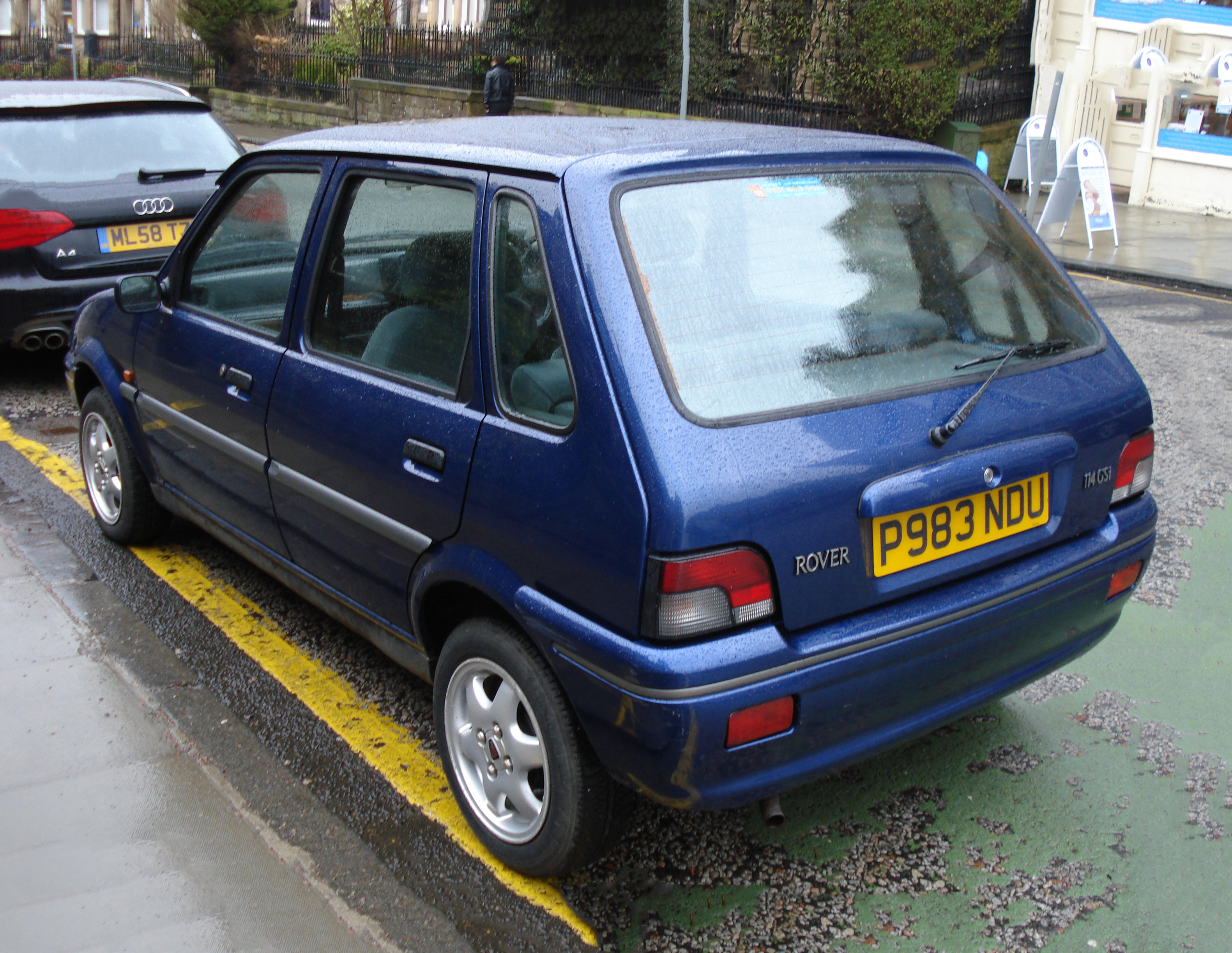
Rover 114 GSi vijfdeurs (1994-1998)
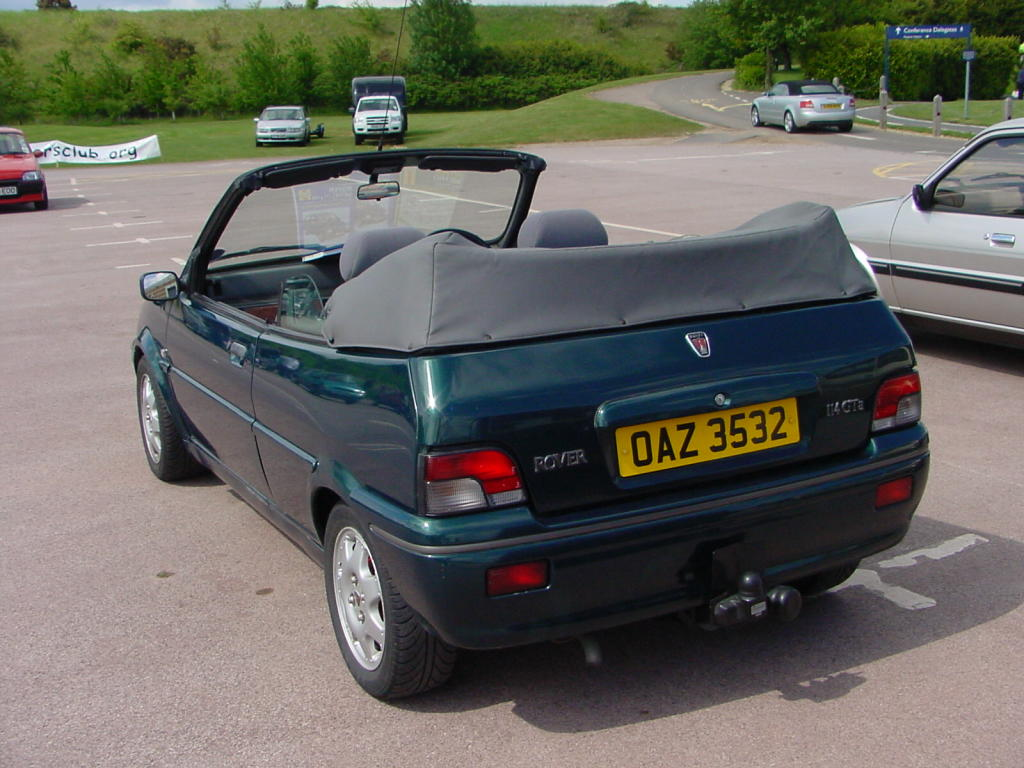
Rover 114 Convertible (1994-1998)

Al met al werd de Rover 100 beschouwd als een met beperkte middelen herziene auto die in zijn oorspronkelijke vorm in zijn klasse marktleider was. Aanvankelijk kon de 100 tijdelijk andere modellen bijbenen, met name op het gebied van rijeigenschappen, wendbaarheid, levendigheid en zuinigheid. In de loop van zijn "tweede leven" werd de Rover 100 echter door modernere concurrenten van de markt verdrongen. Tekortkomingen werden zichtbaar op het gebied van roestpreventie, afwerking, ruimtegebruik en uiteindelijk botsveiligheid.

### Veiligheidsproblemen en einde van de productie
In februari 1998 behaalde de Rover 100 catastrofale resultaten bij de EuroNCAP-botsproef. Bij de gedeeltelijke frontale botsing werd het passagierscompartiment ernstig vervormd en zou de bestuurdersairbag door het sterk naar binnen geschoven stuurwiel het hoofd van de bestuurder tegen de A-stijl hebben gedrukt. Dit maakte duidelijk dat de Rover 100 de modernere concurrentie niet kon bijhouden, wat niet verrassend was voor een ontwerp uit de jaren zeventig.
Na publicatie van het rapport stortte de verkoop binnen enkele dagen in en werden reeds bestelde auto's door de klanten geannuleerd. Daarop nam Rover de 100 van de markt. Het was het einde van een bijna 18-jarige productie, de Austin Metro was een van de belangrijkste Britse auto's geweest en van groot belang om het bedrijf onder verschillende bedrijfsnamen in leven te houden. De Rover 100, die in 1981 onder British Leyland debuteerde als Austin Mini Metro, bereikte nooit het oorspronkelijke doel om zijn voorganger de Mini te vervangen. Die werd nog twee jaar doorgeproduceerd tot de zomer van 2000, maar daarmee werden geen botsproeven uitgevoerd.
Er was geen directe opvolger van de Metro/100-serie nadat de productie werd stopgezet, hoewel de Rover 200 vanaf medio 1995 dit gat had kunnen vullen. Het feit dat de auto te groot en te duur was voor de beoogde klanten, betekende dat de 100 en 200 parallel aan elkaar werden verkocht tot de productie van de 100 eind 1998 werd gestaakt. De Rover CityRover die pas in de herfst van 2003 op de markt kwam, was qua grootte vergelijkbaar met de 100.